# 布班
布班（Bhuban），是印度奥里萨邦Dhenkanal县的一个城镇。总人口20134（2001年）。

## 人口
该地2001年总人口20134人，其中男性10399人，女性9735人；0—6岁人口2315人，其中男1234人，女1081人；识字率68.08%，其中男性为75.99%，女性为59.63%。